# کورمانتائو
کورمانتائو (انگلیسی: Kurmantau) یک شهرک در شهرستان گافوریسکی استان باشقیرستان کشور روسیه است.